# Deutsche Feldhandball-Meisterschaft 1958
Die Deutsche Feldhandball-Meisterschaft 1958 wurde in einem Endrundenturnier zwischen dem 1. Juni und dem 29. Juni 1958 ausgespielt. Das Turnier war die neunte vom DHB ausgerichtete Meisterschaftsrunde im Feldhandball der Männer. Das Endspiel fand am 29. Juni 1958 vor 25.000 Zuschauern im Oberhausener Stadion Niederrhein statt.
Neuer Deutscher Meister wurden überraschend die Drittplatzierten der Westdeutschen Meisterschaftsrunde, die Sportfreunde Hamborn 07, die das Endspiel gegen den Norddeutschen Meister VfL Wolfsburg knapp mit 10:9 für sich entscheiden konnten. Hamborn gewann damit bei seiner ersten Endrundenteilnahme auch gleich den einzigen Feldhandball-Meistertitel der Vereinsgeschichte.
Mit dieser Saison endete eine der großen Erfolgsgeschichten des deutschen Handballsports: Letztmals hatte sich die SV Polizei Hamburg, der dominierende Verein in der Halle und auf dem Feld in der ersten Hälfte der 1950er Jahre, für eine Endrunde qualifizieren können.

## Modus
16 Mannschaften traten in einem Ausscheidungsturnier im K.-o.-System mit Vorrunde (Achtelfinale), Zwischenrunde (Viertelfinale) und Halbfinale gegeneinander an, die Sieger des Halbfinales bestritten das Endspiel; Platzierungsspiele wurden nicht durchgeführt.
Die folgenden 15 Mannschaften hatten sich über die jeweiligen Regionalmeisterschaften direkt für die Vorrunde des Turniers qualifiziert:
Norddeutsche Meisterschaft:
1. VfL Wolfsburg
2. SV Polizei Hamburg
3. Flensburger TB
4. THW Kiel

Westdeutsche Meisterschaft:
1. SV Bayer 04 Leverkusen
2. BSV Solingen 1898
3. Sportfreunde Hamborn 07
4. RSV Mülheim

Südwestdeutsche Meisterschaft:
1. Kickers Offenbach
2. SG Dietzenbach

Süddeutsche Meisterschaft:
1. TC Frisch Auf Göppingen (Titelverteidiger, Deutscher Meister (Halle) 1958)

SG Leutershausen
TuS Schutterwald
Post SV München
Berliner Landes-/Regionalmeisterschaft:
1. Polizei SV Berlin

Dazu kam als 16. Mannschaft wie im Vorjahr der Berliner SV 1892, Vizemeister des Berliner Handballverbands, der beim Dritten der Südwestdeutschen Meisterschaft, dem TV Lützellinden, in einem Qualifikationsspiel am 25. Mai 1958 mit 19:21 gewonnen hatte.
Die Spieldauer betrug 2 × 30 Minuten, bei Gleichstand nach regulärer Spielzeit wurde eine Verlängerung von 2 × 10 Minuten durchgeführt; im Qualifikationsspiel des BSV 1892 gegen Lützellinden führte erst eine zweite Verlängerung zur Entscheidung.

## Turnierverlauf
Der Turniersieger Sportfreunde Hamborn 07 hatte sich nur als Drittplatzierter der Westdeutschen Meisterschaft qualifiziert; die Hamborner zeigten aber schon im ersten Spiel, dass mit ihnen zu rechnen sein würde: Mit dem Sieg in Hamburg gegen den Seriensieger der früheren DHB-Meisterschaften auf dem Feld wie in der Halle, die SV Polizei Hamburg, gelang Hamborn die erste Überraschung des Turniers, die zweite folgte im Halbfinale mit einem knappen Sieg gegen den Westmeister Bayer 04 Leverkusen. Und die Hamborner konnten ihre Form bis ins Finale konservieren; dort folgte die größte Überraschung mit dem Sieg gegen den stärker eingeschätzten Norddeutschen Meister aus Wolfsburg. Die Wolfsburger hatten sich im Turnierverlauf bis dahin souverän durchgesetzt und wurden favorisiert, insbesondere aufgrund des Erfolgs im Auswärtsspiel gegen Frisch Auf Göppingen, den Titelverteidiger und Gewinner der Hallenmeisterschaft 1958.

### Vorrunde
1. Juni
SV Polizei Hamburg – Sportfreunde Hamborn 07: 9:12 (Halbzeit 5:4)
VfL Wolfsburg – RSV Mülheim: 20:12 (13:4)
SG Leutershausen – Flensburger TB: 17:10 (9:7)
SV Bayer 04 Leverkusen – Post SV München: 14:11
Kickers Offenbach – THW Kiel: 17:13 (11:6)
TuS Schutterwald – SG Dietzenbach: 16:12
TC Frisch Auf Göppingen – Polizei SV Berlin: 11:8
BSV Solingen 1898 – Berliner SV 1892: 20:12

### Zwischenrunde
8. Juni
Sportfreunde Hamborn 07 – TuS Schutterwald: 13:7 (5:6)
TC Frisch Auf Göppingen – VfL Wolfsburg: 13:19 (8:8)
BSV Solingen 1898 – SG Leutershausen: 16:8 (6:5)
Kickers Offenbach – SV Bayer 04 Leverkusen: 13:14 (nach Verlängerung; 5:6, 10:10)

### Halbfinale
15. Juni
Sportfreunde Hamborn 07 – SV Bayer 04 Leverkusen: 11:10
VfL Wolfsburg – BSV Solingen 1898: 14:10 (7:4)

### Endspiel
29. Juni
Sportfreunde Hamborn 07 – VfL Wolfsburg: 10:9 (7:5)